# Töftsjön
Töftsjön är en sjö i Dals-Eds kommun i Dalsland och ingår i Örekilsälvens huvudavrinningsområde. Sjön har en area på 0,446 kvadratkilometer och ligger 163,1 meter över havet. Sjön avvattnas av vattendraget Töftsjöbäcken.

## Delavrinningsområde
Töftsjön ingår i det delavrinningsområde (654105-126600) som SMHI kallar för Ovan 653857-126680. Medelhöjden är 182 meter över havet och ytan är 5,51 kvadratkilometer. Det finns inga avrinningsområden uppströms utan avrinningsområdet är högsta punkten. Töftsjöbäcken som avvattnar avrinningsområdet har biflödesordning 3, vilket innebär att vattnet flödar genom totalt 3 vattendrag innan det når havet efter 69 kilometer. Avrinningsområdet består mestadels av skog (68 procent) och sankmarker (21 procent). Avrinningsområdet har 0,45 kvadratkilometer vattenytor vilket ger det en sjöprocent på 8,1 procent.